# 아수아이주

아수아이 주의 위치

아수아이주(스페인어: Provincia de Azuay)는 에콰도르 중남부 고원 지대에 위치한 주로 주도는 쿠엥카이며 면적은 8,309.58km2, 인구는 712,127명(2010년 기준), 인구 밀도는 86명/km2이다. 1824년 6월 25일에 신설되었으며 15개 지방 자치체를 관할한다.
북쪽으로는 카냐르 주, 동쪽으로는 모로나산티아고 주, 남쪽으로는 사모라친치페 주와 로하 주, 서쪽으로는 엘오로 주, 과야스 주와 접한다. 키토와 과야킬을 연결하는 팬아메리칸 하이웨이가 지나가며 주 안에는 에콰도르에서 가장 큰 수력 발전소가 있다.

주기

## 같이 보기
- 에콰도르의 주